# アマイ

株式会社アマイは、東京都港区に本社を置く食肉の販売会社。、卸売事業、ホテル・レストラン事業、貿易事業なども手掛けている。

## 概要
- 沿革
  - 1928年　初代天井甚吉、神田錦町に「天井商店」を創業
  - 1946年　株式会社へ組織変更
  - 1951年　在日駐留軍各基地へ納入開始
  - 1954年　業界で初めてアメリカから牛肉を輸入
  - 1962年　米国農務府の招待で、アメリカ畜産視察団に参加
  - 1972年　株式会社アマイへ商号変更
  - 1986年　初代天井甚吉会長が勲五等瑞宝章を受章

## 参照
- 株式会社アマイ